# Episodi di Eureka (seconda stagione)
La seconda stagione di Eureka è stata trasmessa negli Stati Uniti d'America per la prima volta dal 10 luglio 2007 al 2 ottobre 2007 dal canale Syfy. In Italia è iniziata il 23 febbraio 2008 e si  è conclusa il 5 aprile 2008, sul canale Fox.
| nº | Titolo originale           | Titolo italiano              | Prima TV USA      | Prima TV Italia  |
| -- | -------------------------- | ---------------------------- | ----------------- | ---------------- |
| 1  | Phoenix Rising             | L'araba fenice               | 10 luglio 2007    | 23 febbraio 2008 |
| 2  | Try, Try Again             | Una nuova ricerca            | 17 luglio 2007    | 23 febbraio 2008 |
| 3  | Unpredictable              | La tempesta di ghiaccio      | 24 luglio 2007    | 1º marzo 2008    |
| 4  | Games People Play          | Realtà virtuale              | 31 luglio 2007    | 1º marzo 2008    |
| 5  | Duck, Duck Goose           | Spazzatura cosmica           | 7 agosto 2007     | 8 marzo 2008     |
| 6  | Noche De Suenos            | Dentro la mente              | 14 agosto 2007    | 8 marzo 2008     |
| 7  | Family Reunion             | Un nonno ritrovato           | 21 agosto 2007    | 15 marzo 2008    |
| 8  | E=MC...?                   | Ritorno al Big Bang          | 28 agosto 2007    | 15 marzo 2008    |
| 9  | Sight Unseen               | La formula dell'invisibilità | 4 settembre 2007  | 22 marzo 2008    |
| 10 | God Is in the Details      | La porta del paradiso        | 11 settembre 2007 | 22 marzo 2008    |
| 11 | Maneater                   | Mangiatrice di uomini        | 18 settembre 2007 | 29 marzo 2008    |
| 12 | All That Glitters          | Moderna alchimia             | 25 settembre 2007 | 29 marzo 2008    |
| 13 | A Night in Global Dynamics | Il bambino conteso           | 2 ottobre 2007    | 5 aprile 2008    |

## L'araba fenice
- Titolo originale: Phoenix Rising
- Diretto da: Mike Rohl
- Scritto da: Jaime Paglia

### Trama
È passato un mese da quando Carter e Henry hanno ripristinato la linea temporale: Kim è morta nell'esplosione del Manufatto, che nel futuro alternativo si era scoperto trattarsi di un residuo dell'universo esistente prima del Big Bang, Henry non è ancora riuscito a superare il lutto e Carter, l'unico oltre ad Henry a ricordare l'altra linea temporale, spera di poter ricominciare una relazione con Allison. Stark, sotto inchiesta per la morte di Kim e la perdita del Manufatto, viene rimosso dall'incarico di direttore della Global Dynamics e il Dipartimento della Difesa nomina Allison al suo posto. In città si verificano casi di combustione spontanea; la causa è un sovraccarico cerebrale, e Carter, visionando una registrazione della morte di Kim, scopre che tutte le vittime sono state esposte alle radiazioni emesse dall'esplosione del Manufatto. L'unico ancora vivo dopo l'esposizione è Stark, che difatti inizia a manifestare i sintomi del sovraccarico; per fortuna, Henry e Allison riescono a trovarlo in tempo e a salvarlo con un elettroshock. L'esperienza riavvicina molto Allison e Stark, e Carter è costretto a rassegnarsi all'idea di perderla. Henry gli propone di usare su entrambi il dispositivo di rimozione della memoria di Jason Anderson per dimenticare la linea temporale alternativa, così da non soffrire più per ciò che hanno perduto; Carter accetta e dimentica tutto, ma Henry vuole scoprire la verità sulla morte di Kim, e dopo aver distrutto il dispositivo chiede ad Allison un impiego alla Global Dynamics. Nel frattempo, Beverly incontra Faraday e riferisce di aver scoperto che l'energia del Manufatto non è andata persa, bensì si è trasferita altrove: il nuovo tramite si rivela essere Kevin, il figlio di Allison.
- Guest Star: Debrah Farentino (Beverly Barlowe), Matt Frewer (Jim Taggart), Tamlyn Tomita (Kim Anderson), Chris Gauthier (Vincent), Meschach Peters (Kevin Blake), Garwin Sanford (Faraday).
- Altri interpreti: Paul Christie (Dr. Ryan Brock), Raugi Yu (Dr. Wayne Kwan), Reese Alexander (guardia), Mike Kopsa (medico), J.B. McEown (ragazzino al parco), Cameron Park (Dr. Rob Matthew), Sharon Taylor (medico di Nathan Stark).

## Una nuova ricerca
- Titolo originale: Try, Try Again
- Diretto da: Michael Nankin
- Scritto da: Charlie Craig

### Trama
È il primo giorno di Allison come nuovo direttore della Global Dynamics: per registrare il passaggio delle consegne il mainframe della Global dovrà subire un riavvio che richiederà otto ore, tempo durante il quale tutti i computer saranno fuori uso. Fargo attiva un campo di sicurezza portatile che si è ritrovato chissà come in tasca: si tratta di un progetto accantonato poiché si è scoperto che il campo, oltre a non poter essere disattivato, si espande sempre di più, con conseguenze catastrofiche. Carter si rivolge a Stark, che lo aiuta a rintracciare il creatore del dispositivo, il dottor Todd; quest'ultimo lasciò la Global dopo essere stato costretto a far uccidere il volontario che testò per primo il campo di forza autorizzando lo sgancio di una bomba nucleare. Si scopre che ad aver infilato il generatore in tasca a Fargo è stato Victor, responsabile del magazzino della Global: Victor ha approfittato del riavvio dei computer per rubare alcune invenzioni, ma quando ha saputo che il ripristino era stato anticipato per consentire l'insediamento di Allison ha tentato di addossare la colpa a Fargo. Seguendo un'intuizione di Carter, Henry riesce a smagnetizzare il dispositivo, ma il campo si riattiva usando come fonte energetica lo stesso Fargo; per disattivarlo, Carter e gli altri sono costretti a provocargli un temporaneo arresto cardiaco. Esaminando una registrazione del giorno dell'incidente, Henry scopre che Beverly ha sabotato l'esperimento di Kim.
- Guest Star: Debrah Farentino (Beverly Barlowe), Vincent Gale (Dr. Todd), Barclay Hope (generale Mansfield), Christopher Jacot (Larry Haberman), Don Thompson (Victor).

#### Curiosità
- Durante il passaggio delle consegne, Stark digita la sua password, ovvero 2554766: il codice corrisponde al nome "Allison" digitato utilizzando la tastiera di un cellulare.

## La tempesta di ghiaccio
- Titolo originale: Unpredictable
- Diretto da: Rob Lieberman
- Scritto da: Thania St. John

### Trama
Eureka è sconvolta da eventi meteorologici eccezionali e nel frattempo Carter deve vedersela con Abby, la sua ex moglie, arrivata a sorpresa in città per il sedicesimo compleanno di Zoe e per discutere del futuro della figlia: Abby intende infatti riportarla con sé a Los Angeles, com'era negli accordi presi con Jack al momento del trasferimento, ma Carter ha cambiato idea e non vuole separarsi da Zoe, ormai integrata ad Eureka. Carter e Jo indagano sugli sconvolgimenti climatici: inizialmente le prove sembrano inchiodare Steven Whiticus, uno scienziato riuscito a ricreare microclimi in miniatura, ma si scopre che il responsabile di tutto è Pete Puhlman, meteorologo di Eureka, che ha causato le anomalie sfruttando i microclimi di Whiticus per avere un momento di celebrità. Accidentalmente, Puhlman genera una tempesta perfetta che raderà al suolo Eureka, ma Carter, Allison ed Henry, con l'aiuto di Whiticus, riescono ad impedire la catastrofe. Allison riceve una mail contenente gli studi di Stark sul legame tra Kevin e il Manufatto; furiosa, Allison affronta l'ex marito, che le spiega di stare studiando Kevin per essere certo che la connessione con il Manufatto non finisca per ucciderlo, come accaduto a Carl Carlson. Beverly, resasi conto che Henry sospetta di lei e vuole lavorare alla Global per indagare sulla morte di Kim, tenta di ostacolare il suo inserimento.
- Guest Star: Debrah Farentino (Beverly Barlowe), Olivia d'Abo (Abby Carter), Patrick Gilmore (Pete Puhlman), Stefanie von Pfetten (Wendy Whiticus), David Nykl (Dr. Steven Whiticus), Meschach Peters (Kevin Blake), Chris Gauthier (Vincent), Adrienne Carter (Pilar).
- Altri interpreti: Max Fomitchev (Dr. Neil Baxter), Bryan Wilson (gemello #1), Keith Wilson (gemello #2), Aleksandra Rae (dipendente della SPA).

#### Curiosità
- Carter domanda a Kevin, capace di associare ad ogni data il corrispondente giorno della settimana, che giorno fosse il 3 novembre 1957; Kevin risponde che era un martedì, ma in realtà si trattava di una domenica.
- Mentre Allison visiona il file del figlio, è possibile intravedere il Q.I. di Kevin: il valore riportato è 182.

## Realtà virtuale
- Titolo originale: Games People Play
- Diretto da: Mike Rohl
- Scritto da: Johanna Stokes

### Trama
Le persone ad Eureka cominciano a sparire una dopo l'altra, ma solo Carter sembra esserne cosciente. La causa è un dispositivo per la realtà virtuale, l'ATS, progettato dalla Global in collaborazione con Beverly per aiutare le persone ad affrontare i propri problemi; Beverly, al momento fuori città, ne aveva consegnato uno a Zoe per portare avanti la terapia e Carter l'ha indossato, ritrovandosi così in una versione di Eureka dove tutti lo lasciano solo per abituarlo all'idea dell'imminente partenza di Zoe, che a breve tornerà a Los Angeles con Abby. Lo stesso Carter, a causa di un malfunzionamento dell'ATS, non è consapevole di trovarsi in una simulazione, ma se ne ricorderà quando in città saranno rimasti ormai soltanto lui e Zoe; accettando finalmente l'idea di separarsi da lei, Carter permette alla simulazione di cancellare la proiezione della figlia e può così risvegliarsi. Abby assiste commossa alla solidarietà dei cittadini di Eureka, accorsi per stare accanto a Carter e Zoe, e capisce che la cosa migliore per Zoe è permetterle di restare ad Eureka. Henry, intanto, prosegue le sue indagini su Beverly, trovando in casa sua un dispositivo che le aveva visto sottrarre dal laboratorio di Kim.
- Guest Star: Olivia d'Abo (Abby Carter), Chris Gauthier (Vincent), Christopher Jacot (Larry Haberman), Syn Narula (Dr. Babajanian).
- Altri interpreti: Ed Hong-Louie (uomo al bar), Michael Kopsa (medico), Sharon Taylor (cittadina), Cameron Park (medico #2).

## Spazzatura cosmica
- Titolo originale: Duck, Duck, Goose
- Diretto da: Michael Lange
- Scritto da: Ethan Lawrence

### Trama
È il giorno della fiera della scienza al liceo di Eureka, e Zoe è nervosa sia perché teme che il suo esperimento non sia all'altezza sia perché sta aspettando i risultati del suo test d'intelligenza: Zoe, infatti, è presa in giro da alcune ragazze perché, al contrario degli altri studenti, Zoe è figlia di genitori con un'intelligenza nella norma, tratto che potrebbe aver ereditato anche lei e che ad Eureka equivale alla stupidità. Su Eureka iniziano a piovere detriti dallo spazio, attratti da un campo magnetico di origine sconosciuta; indagando con l'aiuto dell'astrofisico Aaron Finn, Carter scopre un nesso tra l'esperimento messo a punto per la fiera da Megan, una delle ragazze che tormentano Zoe, e una tecnologia in uso alla Global inventata dalla dottoressa Jane Harrington, madre di Megan. Inizialmente sembra che Megan abbia copiato le idee della madre, ma salta fuori che è stata Jane a rubare il progetto di Megan e, purtroppo, non l'ha fatto a dovere: Jane ha infatti creato un sistema difensivo che accidentalmente ha trasformato il campo elettromagnetico che protegge la Global in un immenso magnete. Carter intuisce come deviare i detriti e Zoe e Megan riescono a realizzare un dispositivo adatto allo scopo, salvando la città: Zoe si guadagna così il rispetto di Megan. Quest'ultima vince la fiera e ottiene una borsa di studio alla Global, scegliendo di lavorare per Finn. Zoe riceve i risultati del test, scoprendo di avere un Q.I. di 157 e quindi le potenzialità di un genio, ma per non umiliare il padre decide di tenerglielo nascosto.
- Guest Star: Matt Frewer (Jim Taggart), Anna Galvin (Dr. Jane Harrington), Elise Gatien (Megan), Chris Gauthier (Vincent), David Lewis (Dr. Aaron Finn).
- Altri interpreti: Brenda Crichlow (preside Wallace), Matreya Fedor (Tina), Karissa Tynes (Stephanie).

#### Curiosità
- Il titolo originale dell'episodio è un riferimento ad un popolare gioco per bambini, chiamato appunto Duck, Duck, Goose, spesso insegnato nelle scuole materne.

## Dentro la mente
- Titolo originale: Noche de Suenos
- Diretto da: Eric Laneuville
- Scritto da: Jaime Paglia

### Trama
Le persone iniziano a sperimentare sogni condivisi; in breve tempo il fenomeno si diffonde, assumendo connotati inquietanti quando Fargo e altre persone sognano la morte di un camionista di nome Jake Wyatt in un incidente stradale e Jake, che in quel momento condivideva lo stesso sogno, muore per davvero. Stark, intanto, utilizza un dispositivo per la visualizzazione dei sogni per approfondire il legame di Kevin con il Manufatto. Interpretando un sogno di Kevin condiviso da Allison, Stark ipotizza che il Manufatto permetta la connessione con l'Akasha, che nella sua visione è un campo energetico da cui trarrebbero origine le forze fondamentali del mondo fisico e che potrebbe perciò costituire la base per la teoria del tutto; il cervello di Kevin, molto più ricco di neuroni del normale, gli avrebbe permesso di collegarsi, scongiurando per il momento il sovraccarico letale a cui sono andati incontro le altre vittime dell'esposizione. Le persone iniziano a non svegliarsi più dai sogni, rimanendo in coma: Henry scopre che la causa fisiologica è un progressivo aumento dei livelli di acetilcolina che finirà per risultare fatale a tutti i sognatori, come accaduto a Jake Wyatt. Carter inizialmente accusa Stark e il dispositivo per vedere i sogni, ma in seguito si scopre che l'origine è una rete neurale sperimentale; la rete viene disattivata e Stark e Allison trovano un modo per smaltire l'acetilcolina, salvando i sognatori.
- Guest Star: Colin Cunningham (Dr. Paul Suenos), Adrienne Carter (Pilar), Meschach Peters (Kevin Blake), Chris Gauthier (Vincent), Fulvio Cecere (Jake Wyatt), Carmen Moore (Dr. Childress).
- Altri interpreti: James Ashcroft (infermiere), Michael Bean (marito), Lossen Chambers (infermiera), Martin Christopher (medico che tenta di rianimare Jake), Daniel Boileau (uomo arrabbiato), Tanya Champoux (moglie dell'uomo arrabbiato), Nancy Lilley (moglie arrabbiata), Mary Alison Raine (donna con il maglione viola), Donna Yamamoto (donna che litiga con l'amica).

## Un nonno ritrovato
- Titolo originale: Family Reunion
- Diretto da: Michael Lange
- Scritto da: Jane Espenson

### Trama
In una camera criogenica della Global viene trovato Pierre, nonno di Fargo, ibernato a propria insaputa cinquant'anni prima. Dopo un iniziale sconcerto, Pierre fa la conoscenza di suo nipote e cerca di capire com'è finito in criostasi; egli sostiene che il colpevole sia Andre Sandrov, un suo vecchio collega, che secondo Pierre fece fortuna proprio rubando le sue scoperte sulla rigenerazione cellulare. Pierre, grazie all'aiuto di Carter e Fargo, riesce a dimostrare di essere il vero autore del lavoro, ma Sandrov, pur ammettendo di aver portato avanti la ricerca di Pierre senza riconoscergli il giusto merito, nega di aver avuto a che fare con la sua scomparsa. Il vero responsabile si rivela essere infatti Charlie, un amico di Pierre ormai in pensione; interrogato da Carter, Charlie confessa di aver ibernato l'amico perché innamorato di Belle, fidanzata di Pierre nonché nonna di Fargo. Tutto è risolto, ma Pierre inizia ad invecchiare molto rapidamente per effetto della degenerazione provocata dalla criostasi e Fargo gli fa incontrare Belle, permettendo al nonno di vivere felicemente almeno il poco tempo che gli rimane; riconoscente, Pierre ringrazia il nipote per avergli restituito la sua vita e la reputazione, che verrà riconosciuta pubblicamente intitolando a suo nome una sezione della Global Dynamics. Zoe, intanto, scopre un doloroso segreto del passato di suo padre.
- Guest Star: Tygh Runyan (Pierre Fargo), Scott Hylands (Dr. Andre Sandrov), Christopher Jacot (Larry Haberman), Terence Kelly (Charlie).
- Altri interpreti: Dierdre Blades (Belle St. John), Martin Christopher (medico), Kevin O'Grady (tecnico).

## Ritorno al Big Bang
- Titolo originale: E=MC...?
- Diretto da: Tim Matheson
- Scritto da: Bruce Miller

### Trama
Il criminale Zane Donovan, hacker geniale ed esperto di fisica delle particelle nonostante non abbia mai completato gli studi, viene arrestato e Allison lo assume alla Global Dynamics in cambio della libertà condizionata; Carter è costretto suo malgrado a tenere d'occhio l'indisponente ragazzo, che non tarda a dare ai nervi sia a lui che a Jo. Mentre alla Global è in corso un esperimento che dovrebbe riprodurre il Big Bang, un'improvvisa demenza si diffonde tra gli scienziati, lasciando l'esperimento senza sorveglianza; Carter recluta i pochi dipendenti rimasti sani, tra cui la veterinaria Emily Glenn, che scopre che il declino cognitivo è causato da un calo dei livelli di GABA, un neurotrasmettitore responsabile dell'integrità cerebrale. L'unico con le competenze per controllare l'esperimento è Zane; il ragazzo, dopo essersi preso una lavata di testa da Carter, accetta di dare una mano e salva la situazione. Carter e la Glenn scoprono che la causa della demenza è un pollo alla griglia che tutte le persone colpite hanno mangiato: l'allevatrice, Carol Taylor, produce direttamente in laboratorio i tagli di carne clonando i tessuti di un unico gallo, così da non dover abbattere nessun animale, ma senza saperlo ha utilizzato una sostanza che inibisce il GABA. La Glenn elabora una cura e tutti recuperano la propria intelligenza, mentre Zane decide di rigare dritto e s'interessa a Jo.
- Guest Star: Niall Matter (Zane Donovan), Chris Gauthier (Vincent), Allison Hossack (Dr. Emily Glenn), Bill Mondy (Sam Lovejoy), Gabrielle Rose (Carol Taylor).
- Altri interpreti: Michael Brock (Jasper Cole), Sarah Hayward (Madame, l'astrologa), Rob Hayter (agente dell'FBI #2), Paul Herbert (epigenetista), Dave Leach (Marco Polo #1), Stephen Park (Marco Polo #2), Storma Sire (commesso).

#### Curiosità
- La dottoressa Glenn afferma che il GABA è responsabile dell'intelligenza perché stimola i neuroni, ma in realtà il suo effetto è completamente diverso: il GABA, infatti, ha un ruolo inibitorio, in quanto controlla l'attività elettrica dei neuroni, evitando che essa aumenti troppo e possa scatenare, per esempio, crisi epilettiche. D'altra parte, il GABA stimola la crescita dei neuroni negli embrioni, risultando fondamentale per il corretto sviluppo cerebrale del feto, e alterazioni del GABA sembrano essere effettivamente correlate all'Alzheimer[1]. La sostanza che nell'episodio provoca il calo del GABA, la bicucullina, è realmente un antagonista del GABA e viene utilizzata in laboratorio per lo studio dell'epilessia[2].

## La formula dell'invisibilità
- Titolo originale: Sight Unseen
- Diretto da: Donna Deitch
- Scritto da: Charlie Craig, Thania St. John

### Trama
La macchina di Zoe diventa invisibile dopo aver urtato un ostacolo anch'esso invisibile. Carter indaga e nel frattempo deve scovare il responsabile di una serie di furti di sostanze chimiche, tra cui un isotopo radioattivo dell'alluminio; il ladro si rivela essere invisibile a sua volta. Si scopre che l'isotopo era l'elemento chiave di un progetto sull'invisibilità che venne chiuso dopo l'11 settembre, ma il ladro ignoto è evidentemente riuscito a completare la formula. Carter sospetta di Callie Curie, chimica e proprietaria della lavanderia di Eureka, che prima era nell'équipe che lavorava all'invisibilità, ma si scopre che il vero colpevole è Frank Phillips, un altro dei ricercatori coinvolti nel progetto. Phillips ha completato la formula, ma non ha capito come invertirne gli effetti, e la radioattività del composto lo ha ucciso prima che riuscisse a trovare una soluzione: l'ostacolo urtato da Zoe era proprio il suo cadavere. Carter si è contaminato con il composto tagliandosi mentre ispezionava la macchina di Zoe: Stark, Callie e Henry collaborano per trovare una cura e riescono a salvare Carter. Zoe collabora per un progetto scolastico con un compagno, Lucas, e tra i due scocca la scintilla. Henry, per effetto della demenza che l'aveva colpito nel precedente episodio, si è lasciato sfuggire con Carter che Beverly ha causato la morte di Kim; preoccupato, Henry ne parla con Stark, che lo convince a consegnare a lui le prove contro Beverly. 
- Guest Star: Sonja Bennett (Callie Curie), Chris Gauthier (Vincent), Meschach Peters (Kevin Blake), Vanya Asher (Lucas), Michael Brock (Jasper Cole).
- Altri interpreti: Adam Bergquist (Mr. Hall), Paul Moniz de Sa (Lincoln), Iris Paluly (proprietaria della casa), David Stuart (farmacista), Karissa Tynes (Stephanie).

## La porta del paradiso
- Titolo originale: God Is in the Details
- Diretto da: Mike Rohl
- Scritto da: Eric Wallace

### Trama
Ad Eureka è stata istituita una chiesa, che però, trovandosi in una comunità scientifica, ha pochissimi fedeli. Una domenica qualsiasi, in città si verificano strani fenomeni: Zoe e alcune sue amiche perdono improvvisamente la voce, Allison inizia a brillare letteralmente di luce propria e l'acqua di un acquario si tinge di rosso. Carter scopre che gli incidenti richiamano alcuni episodi biblici e sospetta perciò che il reverendo Harper, che prima di convertirsi era una scienziata, abbia inscenato il tutto per attrarre i cittadini in chiesa. Il reverendo si dichiara estranea ai fatti, e in effetti la causa di tutto si rivelano essere alcune onde sonore non percepibili dall'orecchio umano: la responsabile è Diane Lancaster, ingegnere ed esperta in acustica, che ha accidentalmente generato le onde durante la messa a punto di un macchinario che lei afferma essere un portale per l'aldilà. Diane intende attraversare il portale per potersi ricongiungere al marito defunto, fiduciosa di ciò che troverà dall'altra parte senza tuttavia poterne avere alcuna certezza, ma Carter, Jo e Henry riescono a fermarla in tempo. Allison sta morendo a causa della luminescenza, provocata da una neurotossina attivata dalle onde sonore; Stark riesce a farla curare da Kevin, che grazie ai poteri derivati dalla connessione con l'Akasha salva la vita della madre.
- Guest Star: Barbara Eve Harris (reverendo Harper), Niall Matter (Zane Donovan), Teryl Rothery (Diane Lancaster), Chris Gauthier (Vincent), Adrienne Carter (Pilar), Christopher Jacot (Larry Haberman), Alan Legros (Seth Osbourne), Meschach Peters (Kevin Blake).
- Altri interpreti: Alison Araya (fedele), Nhi Do (amica di Zoe #2), Dorla Bell (amica di Zoe #3), Anna Cummer (infermiera).

## Mangiatrice di uomini
- Titolo originale: Maneater
- Diretto da: Michael Robison
- Scritto da: Bruce Miller

### Trama
Il sistema di aerazione di Eureka è guasto, e Carter viene incaricato di trovare Bob Stone, l'ingegnere manutentore, scomparso durante il suo lavoro nelle condotte sotterranee della città. Dopo un'ispezione nelle gallerie, Carter diventa un irresistibile richiamo sessuale per tutte le donne della città, incluse Jo e Allison, creando una serie di malintesi complicati dal fatto che Carter si vede con Callie e Jo ha iniziato una storia con Zane. I guasti all'aerazione, intanto, si estendono anche al sistema idrico, causando disagi in tutta la città, tra cui la comparsa di un geyser e l'esplosione di alcune toilette. L'eccitazione delle donne verso Carter aumenta, rendendole sempre più aggressive e pericolose; si scopre che la causa sono alcune spore presenti nelle gallerie sotterranee con cui Carter si è contaminato e che hanno provocato in lui una massiccia produzione di ferormoni. Anche Stone è stato contagiato, e difatti si scopre che per tutto il tempo era rimasto a casa per godersi le attenzioni della moglie, resa passionale dai ferormoni. Ignaro, Stone ripara il sistema di aerazione, che diffonde perciò le spore in tutta Eureka: senza un rimedio, le spore renderanno irresistibili tutti gli uomini della città, trasformando le donne in belve assassine. La Global riesce a produrre un antidoto e Stone, dietro suggerimento di Carter, lo diffonde attraverso i filtri per l'aria, salvando la città. Carter sospetta che Henry gli abbia mentito riguardo alla morte di Kim e informa Allison di voler indagare; Allison, che sa che in questo modo Carter finirà per scoprire dei poteri di Kevin, vorrebbe dirgli ciò che sa, ma Stark è deciso a mantenere il segreto per proteggere Kevin. Allison decide allora di togliere ad Henry l'accesso ai file di Kim.
- Guest Star: Matt Frewer (Jim Taggart), Niall Matter (Zane Donovan), Sonja Bennett (Callie Curie), Lexa Doig (Dr. Anne Young), Chris Gauthier (Vincent), Eileen Barrett (Judy Stone), Richard Cox (Dr. Bob Stone).
- Altri interpreti: Maria Luisa Cianni (Ms. Nelson), Eric Hui (medico).

## Moderna alchimia
- Titolo originale: All That Glitters
- Diretto da: Michael Grossman
- Scritto da: Thania St. John

### Trama
Alcuni strani batteri provocano la trasformazione del metallo in oro. Poco dopo i batteri mutano, iniziando a corrodere i metalli e mettendo a serio rischio le infrastrutture della città. La fonte dell'infezione è un braccialetto che Lucas ha fatto per Zoe durante un corso di metallurgia tenuto dallo scultore Christopher Dactylos. Interrogato da Carter, Dactylos spiega che Lucas ha utilizzato un'antica formula alchemica, ricostruita in segreto da Dactylos stesso, senza però sapere che essa è autodistruggente: la mutazione che ha indotto i batteri a corrodere i metalli evolverà presto in un'altra e poi in un'altra ancora, fino a gettare tutto nel caos e nella distruzione. Stark ha fatto arrestare Beverly Barlowe per l'omicidio di Kim, ottenendo in cambio di averla sotto la propria custodia ad Eureka per poterla interrogare e capire come disconnettere Kevin dall'Akasha; i poteri del ragazzo, infatti, stanno evolvendo sempre di più, segno che la connessione è sempre più forte e finirà presto per ucciderlo. Kevin riesce ad invertire la formula alchemica, permettendo a Stark di elaborare una cura e salvare la città; sembra tutto risolto, ma si scopre che i batteri sono mutati di nuovo e hanno preso ad attaccare le persone. Henry scopre la presenza di Beverly; quest'ultima gli spiega di non aver avuto intenzione di fare del male a Kim, ma solo di fermare il suo esperimento, e gli rivela la verità su Kevin. Inizialmente scettico, Henry stringe con lei un patto e la libera, ma alla Global scatta la chiusura d'emergenza a causa dei batteri e Henry, Allison, Beverly e Kevin rimangono isolati.
- Guest Star: Debrah Farentino (Beverly Barlowe), Sonja Bennett (Callie Curie), Niall Matter (Zane Donovan), Michael Shanks (Christopher Dactylos), Vanya Asher (Lucas), Chris Gauthier (Vincent), Steve Makaj (Rudolph), Meschach Peters (Kevin Blake).
- Altri interpreti: Daniel Pepper (agente della Difesa).

## Il bambino conteso
- Titolo originale: A Night in Global Dynamics
- Diretto da: Michael Lange
- Scritto da: Jaime Paglia

### Trama
I batteri si sono diffusi nella Sezione 4 della Global, e Allison, Henry, Beverly e Kevin si ritrovano isolati nell'ufficio del direttore per effetto del protocollo di rischio biologico. Stark, ora che la colpevolezza di Beverly è stata provata, viene temporaneamente reintegrato dal generale Mansfield, ma se non riuscirà a contenere l'epidemia, Mansfield sarà costretto ad ordinare una pulizia termica, che ucciderà, oltre che i batteri, chiunque si troverà ancora nell'edificio. nel frattempo, Allison affronta Beverly, che le spiega che la società segreta di cui fa parte, il Consorzio, mira ad evitare che qualcuno si impossessi dell'energia dell'Akasha e possa abusarne, ed è per questo che ha sabotato l'esperimento di Kim. Carter, Stark e Taggart, guidati da Zane e Fargo attraverso un'interfaccia di S.A.R.A., raggiungono la Sezione 4, ma scoprono che non esiste alcun batterio: la contaminazione è infatti un diversivo di Henry, che ha manomesso i computer della Global per poter accedere ad un sistema di teletrasporto sperimentale progettato come via di fuga estrema per il direttore. Henry, però, ha soltanto finto di allearsi con Beverly: mentre quest'ultima vuole consegnare Kevin al Consorzio, Henry intende sfruttare un effetto secondario del teletrasporto per separare Kevin dall'Akasha, anche se ciò lo renderà di nuovo autistico. Carter e Stark raggiungono l'ufficio; con l'aiuto di Stark, che apporta al macchinario alcune modifiche necessarie, Henry riesce a disconnettere Kevin, salvandolo, ma Beverly fugge con il teletrasporto. Jo, nel frattempo, riesce a convincere Mansfield a non procedere alla pulizia termica e Fargo e Zane rimuovono il protocollo d'emergenza, salvando la Global. Henry si consegna a Mansfield e viene arrestato, mentre Stark chiede a Allison di sposarlo.
- Guest Star: Debrah Farentino (Beverly Barlowe), Matt Frewer (Jim Taggart), Niall Matter (Zane Donovan), Vanya Asher (Lucas), Barclay Hope (generale Mansfield), Christopher Jacot (Larry Haberman), Meschach Peters (Kevin Blake).
- Altri interpreti: Sean Millington (guardia di sicurezza).